# Baudilio Espelta
Emilio Baudilio Espelta (Rosario, 25 de octubre de 1888-Salta, 25 de junio de 1964) fue un hacendado y político argentino del Partido Peronista. Se desempeñó como legislador provincial en varios periodos y fue gobernador interino de la provincia de Salta entre 1949 y 1950.

## Biografía
Nacido en Rosario (provincia de Santa Fe) en 1888, desde 1911 residió en la provincia de Salta. Se dedicó al sector agropecuario, siendo productor de tabaco en el departamento de Cerrillos y productor ganadero en el Chaco Salteño.
Militó en el comité de la ciudad de Salta de la Unión Cívica Radical, y fue elegido a la Cámara de Diputados de la Provincia de Salta en 1922. Al año siguiente fue elegido como senador provincial (hasta 1924), y fue nuevamente diputado provincial de 1927 a 1928. Adhirió al peronismo y en 1946 formó parte de la Unión Cívica Radical Junta Renovadora, y luego se incorporó al Partido Peronista. En 1947 fue elegido a la Cámara de Senadores provincial por el departamento de Cerrillos.
Fue nombrado vicepresidente primero del Senado provincial y el 1 de junio de 1949 quedó interinamente a cargo de la gobernación de Salta por la renuncia del gobernador Lucio Alfredo Cornejo Linares y del vicegobernador Roberto San Millán. Ocupó el cargo hasta el 10 de enero de 1950. Durante su gestión se promulgó la Constitución provincial de 1949, Tartagal fue declarada ciudad, El Bordo fue renombrado «17 de Octubre» y se sancionó la Ley Orgánica del Poder Judicial provincial. También participó en la fundación del diario El Tribuno, del cual fue accionista. A finales de 1949 convocó a elecciones provinciales, siendo elegido Oscar Héctor Costas como gobernador.
Permaneció como senador provincial hasta 1955. Tras el golpe de Estado de ese año, fue detenido durante poco tiempo.
En las elecciones provinciales de 1962, fue elegido senador provincial por el peronismo, pero los resultados fueron anulados por el presidente José María Guido. Al año siguiente, fue elegido a la Cámara de Diputados provincial, asumiendo como presidente de la Cámara en abril de 1964. Desempeñó el cargo hasta su fallecimiento el 25 de junio de ese año, a los 76 años. Fue velado en la legislatura provincial.